# Gazette de la Louisiane

La Gazette de la Louisiane est un journal francophone créé à La Nouvelle-Orléans peu après la vente de la Louisiane aux États-Unis par Bonaparte en 1803, à une époque où de nombreux réfugiés français de Saint-Domingue en Amérique résident dans la ville.
L'American Antiquarian Society rapportait en 1932 que La Gazette de la Louisiane avait paru entre 1804 et 1826, avec une section en français à partir de 1817, avec de fréquents changements de périodicité et de titre. 
Il eut une place notable du point de vue de l'Histoire de la presse francophone en Louisiane[réf. nécessaire]. Cependant, Guillaume Pinson ne mentionne pas ce titre dans son étude de 2019 sur la presse francophone d’Amérique du Nord au XIXe siècle.
Le journal relatait les exploits des pirates et contrebandiers tels que Jean Lafitte[réf. nécessaire].